# Gabellohe
Gabellohe ist ein Dorf auf der Gemarkung Immenreuth im oberpfälzischen Landkreis Tirschenreuth.

## Geografie
Das Dorf liegt im Südwesten des Fichtelgebirges am Ostrand der Forstgebiete „Hadermetz“ und „Luderegert“. Gabellohe ist ein Ortsteil der Gemeinde Immenreuth, der Ortskern des Dorfes liegt eineinhalb Kilometer südwestlich von deren Gemeindesitz.

## Geschichte
Das bayerische Urkataster zeigt Gabellohe in den 1810er Jahren als eine Streusiedlung, die aus einem knappen Dutzend getrennt voneinander liegender Einzelgehöfte besteht. Seit dem bayerischen Gemeindeedikt von 1818 gehört Gabellohe zur politischen Gemeinde Immenreuth, die zum Zeitpunkt der Gemeindegründung neben dem Hauptort Immenreuth noch aus drei weiteren Ortschaften bestand.
| Jahr          | 001824 | 001871 | 001885 | 001900 | 001925 | 001950 | 001961 | 001970 | 001987 |
| Einwohnerzahl | 69     | 93     | 80     | 71     | 86     | 97     | 98     | 106    | 126    |